# Лівінгстон (Нью-Йорк)
Лівінгстон (англ. Livingston) — місто (англ. town) в США, в окрузі Колумбія штату Нью-Йорк. Населення — 3628 осіб (2020).

## Демографія
Згідно з переписом 2010 року, у місті мешкало 3646 осіб у 1468 домогосподарствах у складі 918 родин. Було 1811 помешкання
Расовий склад населення:
| - 95,0 % — білих - 1,8 % — чорних або афроамериканців - 0,9 % — азіатів - 0,3 % — корінних американців |

До двох чи більше рас належало 1,6 %. Частка іспаномовних становила 3,0 % від усіх жителів.
За віковим діапазоном населення розподілялося таким чином: 19,7 % — особи молодші 18 років, 61,2 % — особи у віці 18—64 років, 19,1 % — особи у віці 65 років та старші. Медіана віку мешканця становила 45,1 року. На 100 осіб жіночої статі у місті припадало 97,7 чоловіків;  на 100 жінок у віці від 18 років та старших — 98,5 чоловіків також старших 18 років.
Середній дохід на одне домашнє господарство  становив 86 803 долари США (медіана — 64 612), а середній дохід на одну сім'ю — 95 980 доларів (медіана — 78 553). Медіана доходів становила 58 836 доларів для чоловіків та 41 964 долари для жінок. За межею бідності перебувало 6,8 % осіб, у тому числі 5,9 % дітей у віці до 18 років та 5,8 % осіб у віці 65 років та старших.
Цивільне працевлаштоване населення становило 1646 осіб. Основні галузі зайнятості: освіта, охорона здоров'я та соціальна допомога — 31,3 %, роздрібна торгівля — 14,5 %, будівництво — 9,1 %, науковці, спеціалісти, менеджери — 8,5 %.